# Class40
La « Class40 » est une classe de voilier monocoque hauturier de course et de croisière, officialisée en 2005, dont la longueur est de 40 pieds soit 12,19 m. Ses caractéristiques sont définies par une jauge à restrictions.

## Jauge de l'association Class40

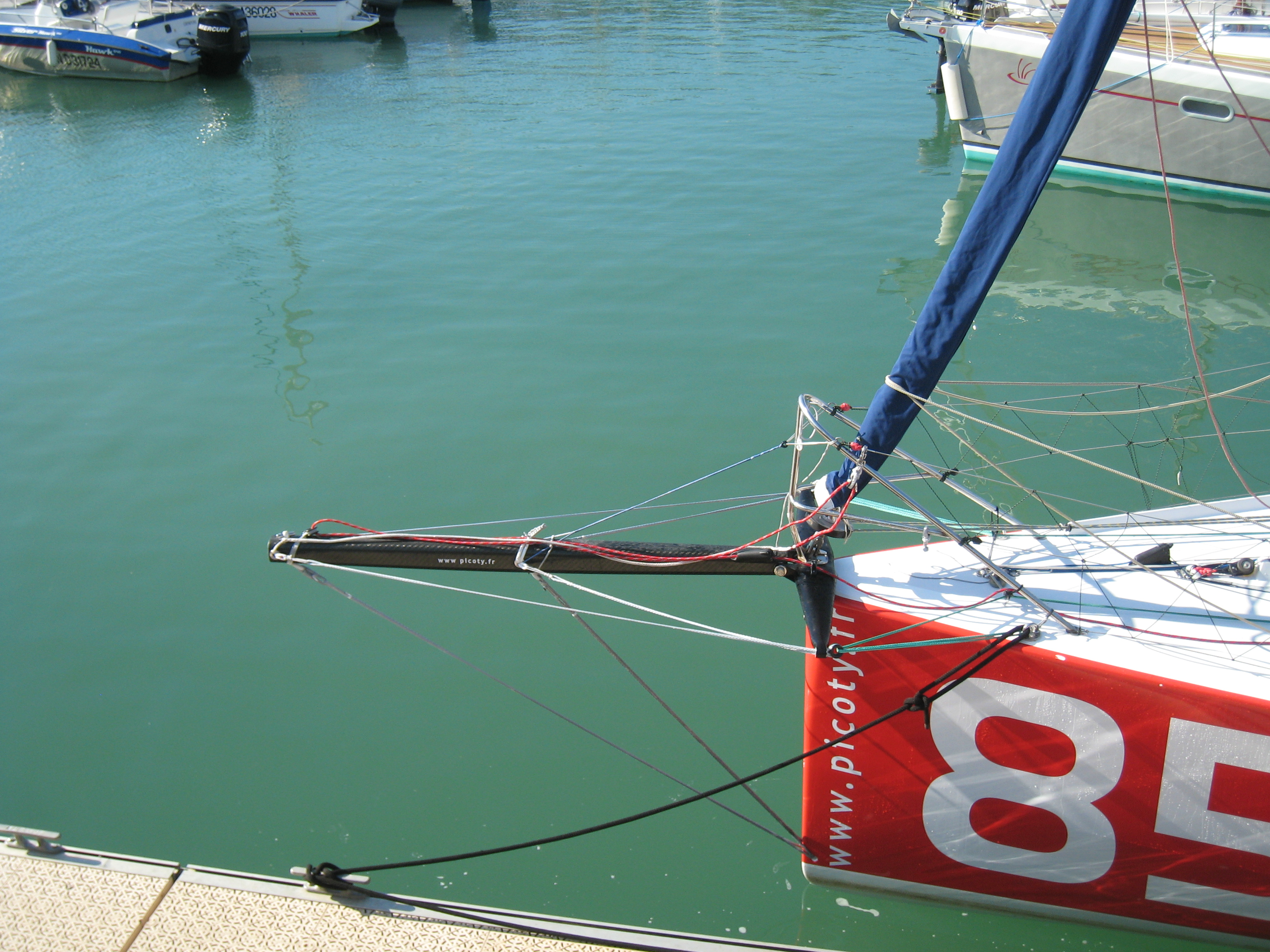
Gros-plan sur le bout-dehors rétractable

L'association Class40 regroupe les skippers des bateaux de cette catégorie, elle définit la jauge et le programme des courses associées.
La jauge est simple et stricte, la rendant accessible avec des budgets relativement raisonnables, par l'interdiction de l'usage de certains dispositifs coûteux. Les principales caractéristiques sont :
- Longueur maximale : 12,19 m, soit 40 pieds (hors bout-dehors démontable de 2 m maximum)
- Largeur maximale : 4,50 m
- Tirant d'eau maximal : 3 m
- Tirant d'air maximal : 19 m
- Déplacement (poids) minimal : 4 580 kg
- Surface de voilure maximale : 115 m2
- Quille et mât fixes (quille pendulaire et mât basculant interdits)

## Historique
La classe 40 est le résultat d'une réflexion conjointe des architectes, coureurs et responsables de chantier qui souhaitaient développer une classe de voiliers de course intermédiaires entre la classe mini et les 60 pieds. L'objectif est de disposer d'un engin de course suffisamment marin pour traverser l'Océan Atlantique qui peut être construit à un coût le rendant accessible à des non professionnels. La jauge est mise au point par le journaliste-skipper Patrice Carpentier qui fédère les différents points de vue. Une association Class40 est créée et est annoncée au Salon Nautique 2005. La nouvelle classe rencontre immédiatement un grand succès avec la création de plusieurs voiliers de série (Pogo 40, Jumbo 40 et Akiliria). Dès octobre 2006 la classe comporte 54 adhérents et 25 Class40 sont au départ de la Route du Rhum cette année là. C'est en 2021 la classe de voiliers de régate la plus active.

## Association
La classe de ces monocoques est gérée par l'Association Class40 dont les locaux sont aux Sables d’Olonne. Depuis mars 2023, Cédric De Kervenoael en est le président, succédant à Halvard Mabire qui a occupé ce poste pendant 8 ans.

## Les voiliers

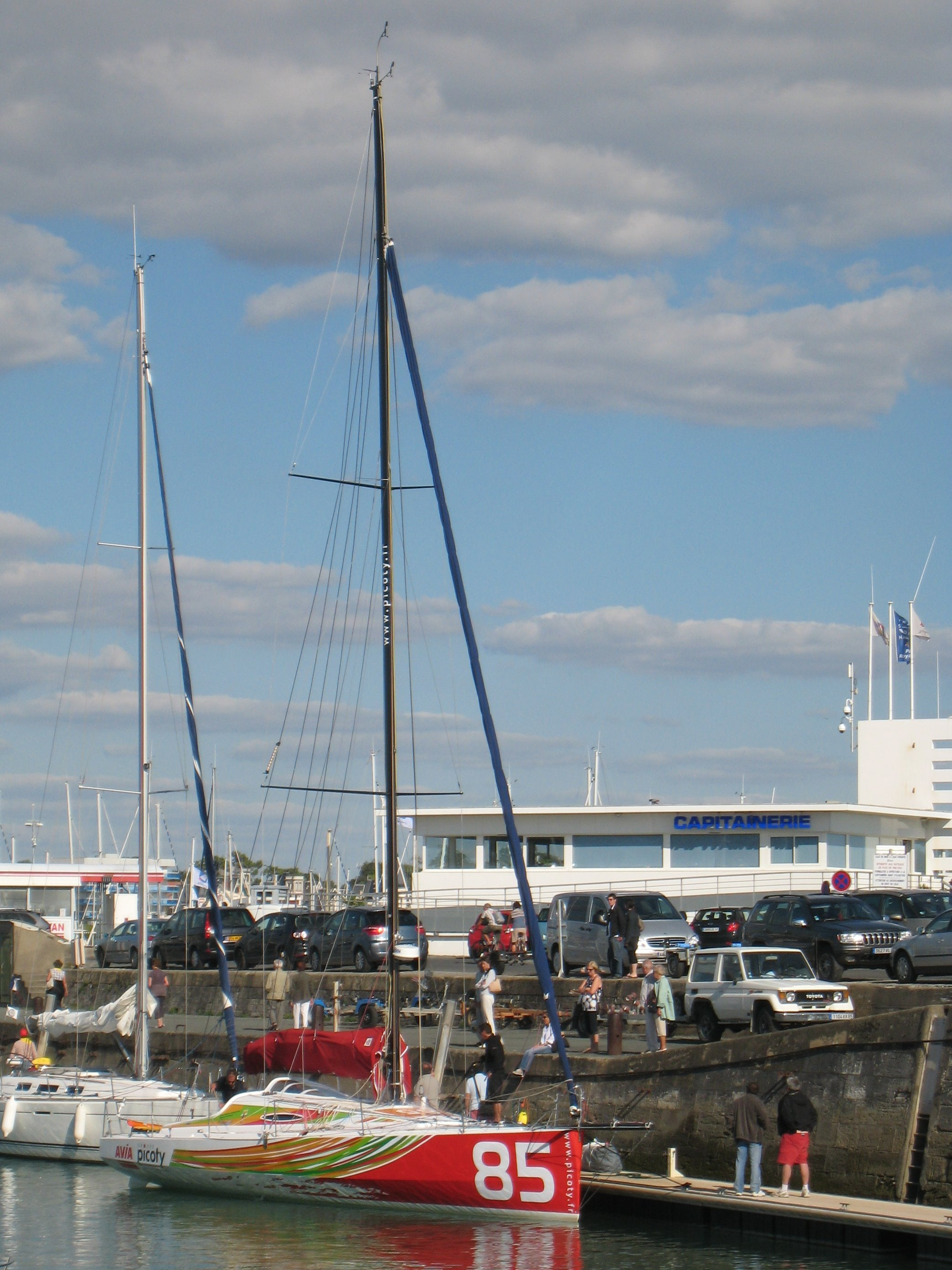
Un Pogo 40S à quai à Royan.

Dès leur conception les voiliers souhaitant être adhérents à la Class40, se voient attribuer un numéro permanent au sortir du chantier. En mars 2024, le dernier né de la flotte porte le numéro d'adhérent 205.
Plusieurs chantiers navals construisent des voiliers de série répondant aux critères de cette jauge : Pogo 40 du chantier Structures, Akilaria 40 du chantier MC Tec, Jumbo 40 du chantier Jumbo Composites, Plan Verdier du chantier FR Nautisme, Mach40 du chantier JPS sur plan Manuard.

## Les courses
Les Class40 participent à de nombreuses courses au large avec souvent des classements qui leur sont propres. Les voiliers sont alors menés en solitaire, en double ou en équipage.
- La Route du Rhum, transatlantique en solitaire de Saint-Malo à Pointe-à-Pitre en Guadeloupe, soit 3 510 milles nautiques : tous les quatre ans depuis 2002.
- Le Défi Atlantique, course transatlantique retour (de la Route du Rhum) en équipe en deux étapes Guadeloupe-Horta-La Rochelle : 2019 et 2023.
- La Transat anglaise, transatlantique en solitaire de Plymouth à Boston (auparavant arrivée à Newport) - 2 800 milles : tous les quatre ans depuis 2008.
- La Transat Jacques-Vabre, transatlantique en double du Havre au Brésil (4 350 milles, 5 400 milles), Costa Rica (4 730 milles) ou Martinique (4 600 milles) : tous les deux ans depuis 2007.
- La Solidaire du Chocolat, transatlantique en double de Nantes / Saint-Nazaire à Progreso dans la province du Yucatán au Mexique - 5 000 milles. La Solidaire du Chocolat, dont la première édition est lancée en octobre 2009, leur est entièrement destinée : 2009 et 2012.
- La course Les Sables-Horta-Les Sables, course océanique en double en deux étapes, tous les deux ans (9e édition en 2023) - 2 540 milles
- L'Armen Race en équipage, depuis 2011, départ et arrivée à La Trinité-sur-Mer avec une boucle dans le Golfe de Gascogne avec passage au Phare d'Ar-Men.
- La Transat Québec-Saint-Malo, transatlantique en équipage d'ouest en est de Québec (Canada) à Saint Malo - 2 900 milles : tous les quatre ans depuis 2008.
- La  CIC Normandy Channel Race, de la Normandie à l’Irlande, en passant par la côte Sud-Ouest anglaise et les Iles anglo-normandes.
- La Fastnet Race, de Cowes à Plymouth ou Cherbourg en allant enrouler Fastnet Rock : tous les deux ans.
- La Pineapple Cup, course de 811 milles entre Miami et Montego Bay en Jamaïque.
- Courses autour du monde :
  - la Global Ocean Race (Portimão Global Ocean Race, dans sa première édition), cinq étapes, en solitaire et double en 2008-2009, en double en 2011-2012 ;
  - la Globe 40, huit étapes, en double, de Tanger à Lorient, en 2022-2023.

## Les records
Ces records sont généralement calculés par les directions des courses mais non homologués par le World Sailing Speed Record Council, sauf celui du 6 juillet 2021.
Le record sur un tour du monde est de 130 jours, établi par Cole Brauer en 2024.

### Record de distance en 24 heures
La définition du record des 24h est la distance en ligne droite entre deux points GPS en maximum 24 heures.
| Date            | Distance (milles) | Vitesse (nœuds) | Skipper(s)                                           | Bateau                      | Lancement | Équipage | Cadre du record             |
| --------------- | ----------------- | --------------- | ---------------------------------------------------- | --------------------------- | --------- | -------- | --------------------------- |
| 9 juillet 2024  | 440,2             | 18,34           | Guillaume Pirouelle, Alexis Loison et Jules Ducelier | Sogestran - Seafrigo (#197) | 2023      | Trio     | Transat Québec-Saint-Malo   |
| 15 avril 2024   | 433,53            | 18,06           | Alberto Riva, Jean Marre et Benjamin Schwartz        | Acrobatica (#201)           | 2023      | Trio     | Niji 40                     |
| juin 2023       | 430,47            | 17,93           | Alberto Bona, Pablo Santurde Del Arco                | IBSA Group (#186)           | 2022      | Duo      | Les Sables-Horta-Les Sables |
| 6 juillet 2021  | 428,53            | 17,86           | Ian Lipinski et Ambrogio Beccaria                    | Crédit Mutuel (#158)        | 2019      | Duo      | Les Sables-Horta-Les Sables |
| 6 novembre 2019 | 408,8             | 17,03           | Ian Lipinski et Adrien Hardy                         | Crédit Mutuel (#158)        | 2019      | Duo      | Transat Jacques-Vabre       |

### Autre record
Record du tour des îles britanniques
Homologué par le World Sailing Speed Record Council, distance 1 773 milles.
| Date           | Temps                | Skipper               | Bateau                     | Équipage | Vitesse (nœuds) | Commentaire                                                |
| -------------- | -------------------- | --------------------- | -------------------------- | -------- | --------------- | ---------------------------------------------------------- |
| août 2010      | 9 j 13 h 32 min 20 s | Ned Collier Wakefield | Concise 2                  | équipage |                 |                                                            |
| 20 août 2014   | 8 j 19 h 6 min 49 s  | Roderick Knowles      | Swish                      | Trio     | 8,4             |                                                            |
| 20 août 2018   | 8 j 4 h 14 min 49 s  | Phil Sharp            | Imerys Clean Energy (#130) | 4        | 9,03            | équipage 4 sur la Sevenstar Round Britain and Ireland Race |
| 9 juillet 2020 | 7 j 17 h 50 min 47 s | Ian Lipinski          | Ordago (#158)              | Solo     | 9,54            |                                                            |
| 24 août 2020,  | 7 j 6 h 27 min 25 s  | Simon Koster          | Banque du Léman (#159)     | Trio     | 10,16           | avec Justine Mettraux et Valentin Gautier                  |

## Le championnat
Le championnat Class40 est un classement en point qui récompense à la fin de la saison les teams (bateaux) du circuit Class40. Le calendrier de la Class40 comprend des épreuves océaniques, offshore et côtières.

### Le palmarès
| 2024 | Vogue avec un Crohn (#195)                                  | Pierre-Louis Attwell                                        | Legallais (#199)                                            | Fabien Delahaye                                             | Everial (#177)                                              | Erwan Le Draoulec                                           |
| 2023 | IBSA Group (#186)                                           | Alberto Bona                                                | Alla Grande - Pirelli (#181)                                | Ambrogio Beccaria                                           | Everial (#177)                                              | Erwan Le Draoulec                                           |
| 2022 | Quéguiner - Innovéo (#176)                                  | Corentin Douguet                                            | Groupe SNEF (#178)                                          | Xavier Macaire                                              | Redman (#161)                                               | Antoine Carpentier                                          |
| 2021 | Redman (#161)                                               | Antoine Carpentier                                          | Banque du Léman (#159)                                      | Valentin Gautier Simon Koster                               | Lamotte - Module Création (#153)                            | Luke Berry                                                  |
| 2020 | annulé pour cause pandémie covid / 3 courses annulées sur 4 | annulé pour cause pandémie covid / 3 courses annulées sur 4 | annulé pour cause pandémie covid / 3 courses annulées sur 4 | annulé pour cause pandémie covid / 3 courses annulées sur 4 | annulé pour cause pandémie covid / 3 courses annulées sur 4 | annulé pour cause pandémie covid / 3 courses annulées sur 4 |
| 2019 | Eärendil (145)                                              | Catherine Pourre Pietro Luciani                             | Aïna Enfance et Avenir (151)                                | Aymeric Chappellier                                         | Colombre XL (101)                                           | Charles-Louis Mourruau Estelle Greck                        |
| 2018 | Imerys Clean Energy (130)                                   | Phil Sharp                                                  | Aïna Enfance et Avenir (151)                                | Aymeric Chappellier                                         | Lamotte - Module Création (153)                             | Luke Berry                                                  |
| 2017 | Imerys (130)                                                | Phil Sharp                                                  | Colombre XL (101)                                           | Massimo Juris                                               | V and B (144)                                               | Maxime Sorel                                                |
| 2016 | Solidaires en Peloton ARSEP (137)                           | Thibaut Vauchel-Camus                                       | Tales II (123)                                              | Gonzalo Botin Pablo Santurde Del Arco                       | Imerys (130)                                                | Phil Sharp                                                  |
| 2015 | Solidaires en Peloton ARSEP (137)                           | Thibaut Vauchel-Camus Victorien Erussard                    | Le Conservateur (142)                                       | Yannick Bestaven Pierre Brasseur                            | Carac Advanced Energies (65)                                | Louis Duc                                                   |
| 2014 | Campagne de France (101)                                    | Miranda Merron Halvard Mabire                               | ERDF Des pieds et des mains (131)                           | Damien Seguin                                               | Teamwork40 (115)                                            | Bertrand Delesne                                            |
| 2013 | Optimus Prime (130)                                         | Sébastien Rogues                                            | La Licorne (101)                                            | Halvard Mabire Miranda Merron                               | Avatar (85)                                                 | Jean-Christophe Caso Aymeric Chappellier                    |
| 2012 | Mare (115)                                                  | Jörg Riechers                                               | Eole Generation-GDF Suez (105)                              | Sébastien Rogues                                            | Jack in the box (104)                                       | Aloys Le Claquin                                            |
| 2011 | ERDF Des pieds et des mains (52)                            | Damien Seguin                                               | Groupe Picoty (85)                                          | Jacques Fournier Jean-Christophe Caso                       | Initiatives Alex Olivier (30)                               | Tanguy de Lamotte                                           |
| 2010 | Destination Dunkerque (88)                                  | Thomas Ruyant                                               | Appart City (55)                                            | Yvan Noblet                                                 | Vecteur Plus (84)                                           | Sam Manuard                                                 |
| 2009 | Telecom Italia (55)                                         | Giovanni Soldini                                            | Keysource (42)                                              | Mike West Paul Worswick                                     | Cheekytatoo (30)                                            | Tanguy de Lamotte                                           |
| 2008 | 40 degrees (37)                                             | Miranda Merron Peter Harding                                | Courrier de l'Odet (69)                                     | Halvard Mabire Antoine Carpentier                           | Magalè - Telecom Italia (55)                                | Giovanni Soldini                                            |

### Saison 2023
6 épreuves :
- RORC Caribbean 600, coefficient 1, en février :  Alberto Bona sur IBSA Group (#186) ;
- le 3e Défi Atlantique, coefficient 3, en avril :  Ian Lipinski sur Crédit Mutuel (#158) ;
- Paprec 600 Saint-Tropez, coefficient 2, en mai  :  Kito De Pavant sur HBF- Reforest'action (#142) ;
- CIC Normandy Channel Race, coefficient 2, en juin :  Ambrogio Beccaria sur Allagrande Pirelli (#181);
- Les Sables-Horta-Les Sables, coefficient 3, en juin  :  Alberto Bona sur IBSA Group (#186) ;
- la 16e Transat Jacques-Vabre, coefficient 4, en octobre :  Ambrogio Beccaria et  Nicolas Andrieu sur Allagrande Pirelli (#181).

### Saison 2024
7 épreuves :
- RORC Caribbean 600 (équipage, 600 milles), coefficient 2, en février : 1re  Guillaume Pirouelle,  Alexis Loison, Pierrick Letouzé et Valentin Sipan sur Sogestran - Seafrigo (#197)[19] ;
- Niji 40 - transat Belle-Île Marie-Galante (équipage de 3 personnes), coefficient 4, en avril : 1re  Xavier Macaire, 2e  Alberto Riva, 3e  Pierre-Louis Attwell ;
- The Transat CIC (solitaire entre Lorient et New York, 3 500 milles), coefficient 4, en avril : 1re  Ambrogio Beccaria, 2e  Ian Lipinski, 3e  Fabien Delahaye ;
- The Atlantic Cup (double entre Charleston-Newport-Portland), coefficient 2, en mai-juin : 1re  Alberto Riva, 2e  Pierre-Louis Attwell, 3e  Erwan Le Draoulec ;
- 10e édition de la Transat Québec-Saint-Malo (équipage, 2 897 milles), coefficient 4, en juin-juillet : 1re  Achille Nebout, 2e  Fabien Delahaye, 3e  Pierre-Louis Attwell ;
- CIC Normandy Channel Race (double, Caen-Caen, 1 000 milles), coefficient 2,5, en septembre : 1re  Fabien Delahaye, 2e  Axel Trehin, 3e  Alberto Bona[20] ;
- Middle Sea Race (équipage, 606 milles), coefficient 2, en octobre.

## Galerie

Cokpits, coques et voiliers en course
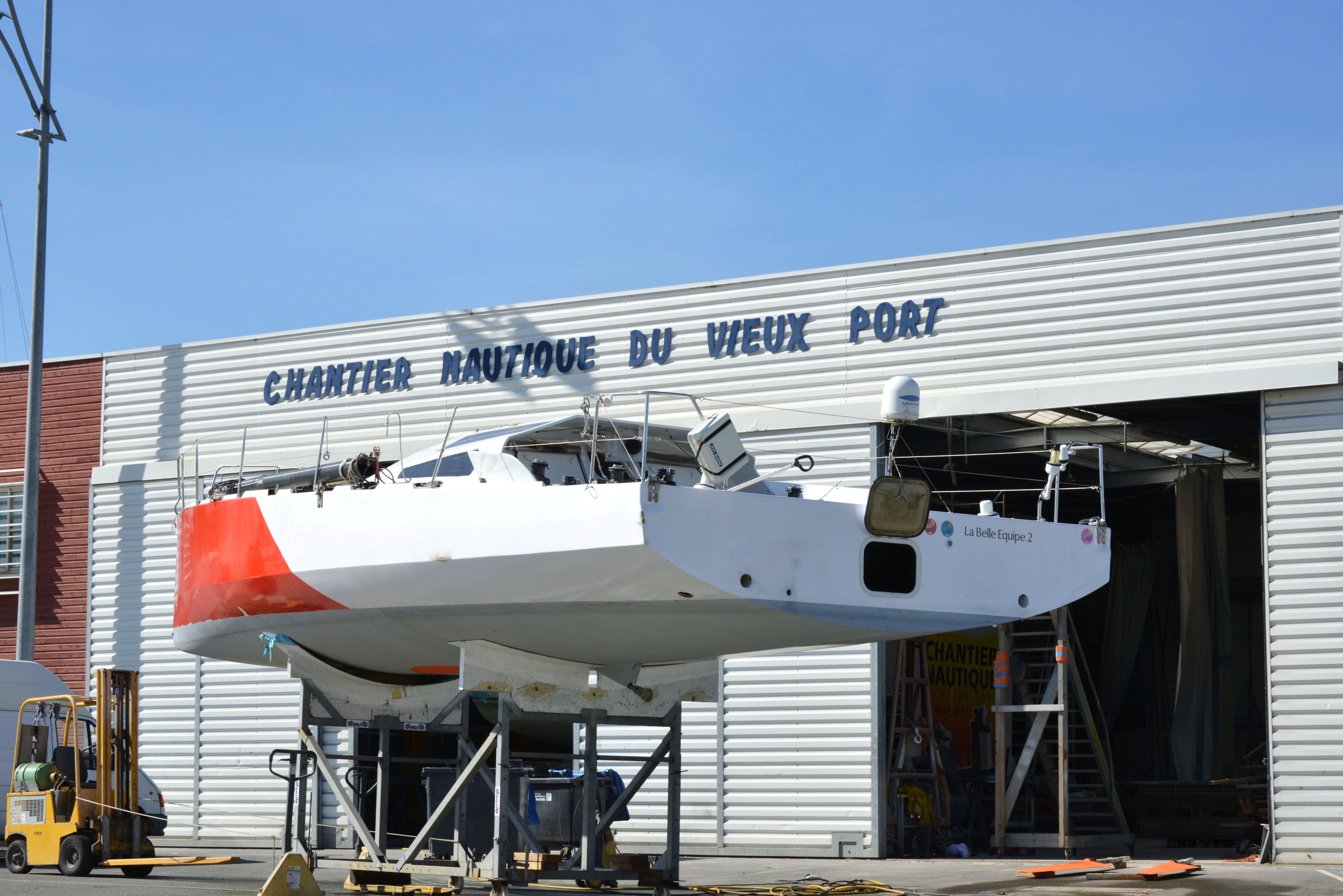
Une coque planante
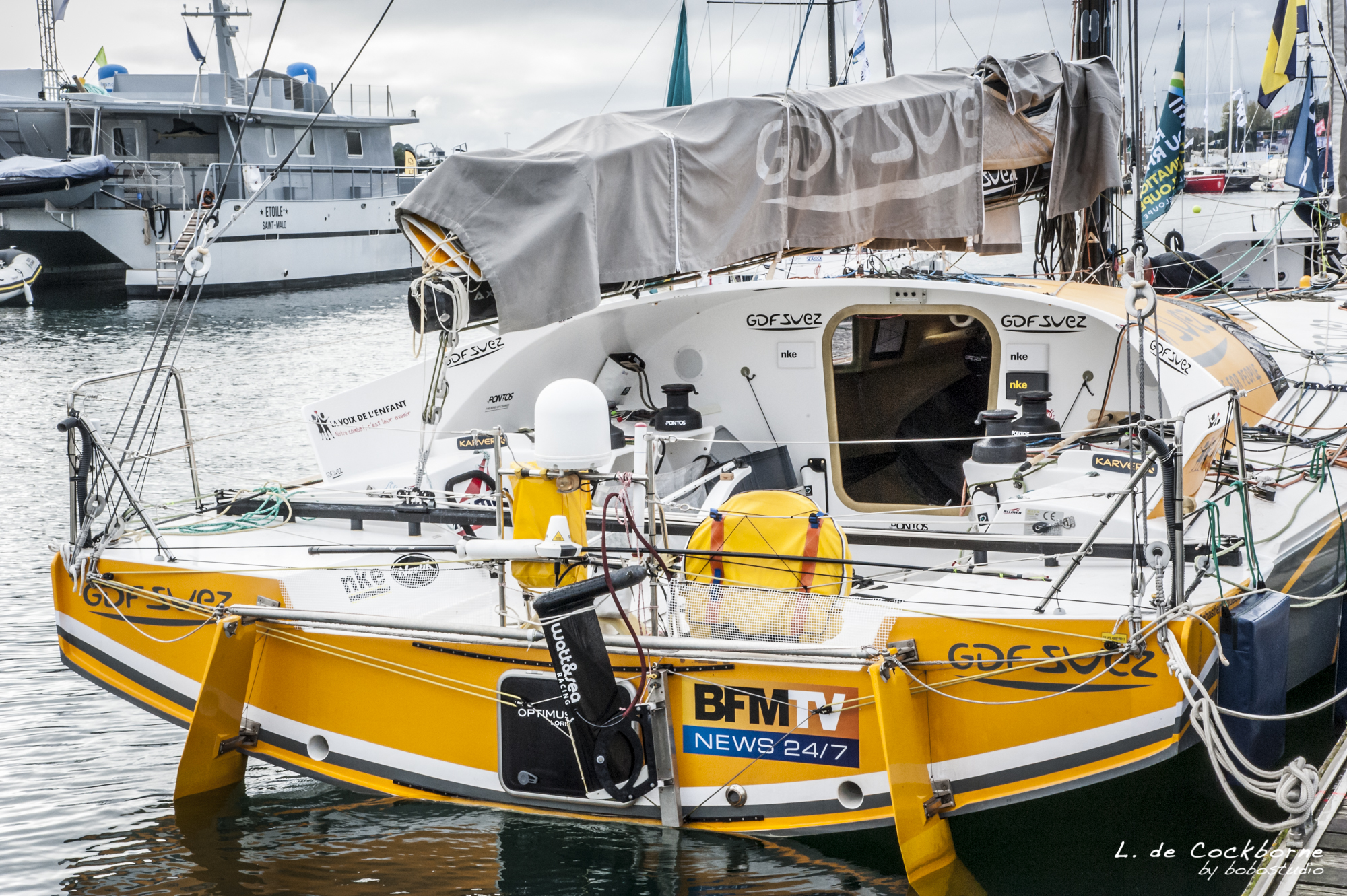
Class40 avec safrans fixés sur le tableau arrière
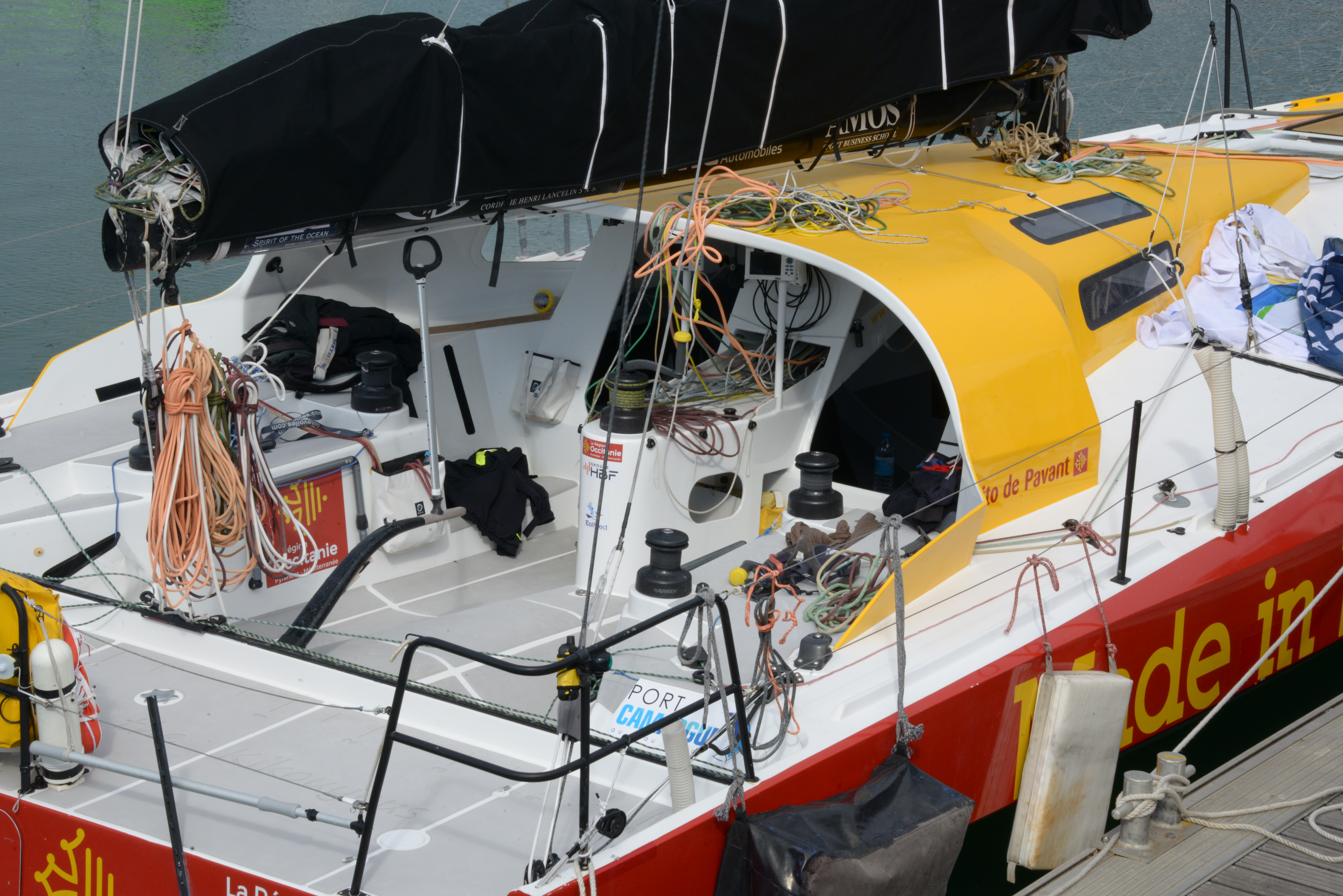
Organisation du cockpit winch central, casquette prononcée
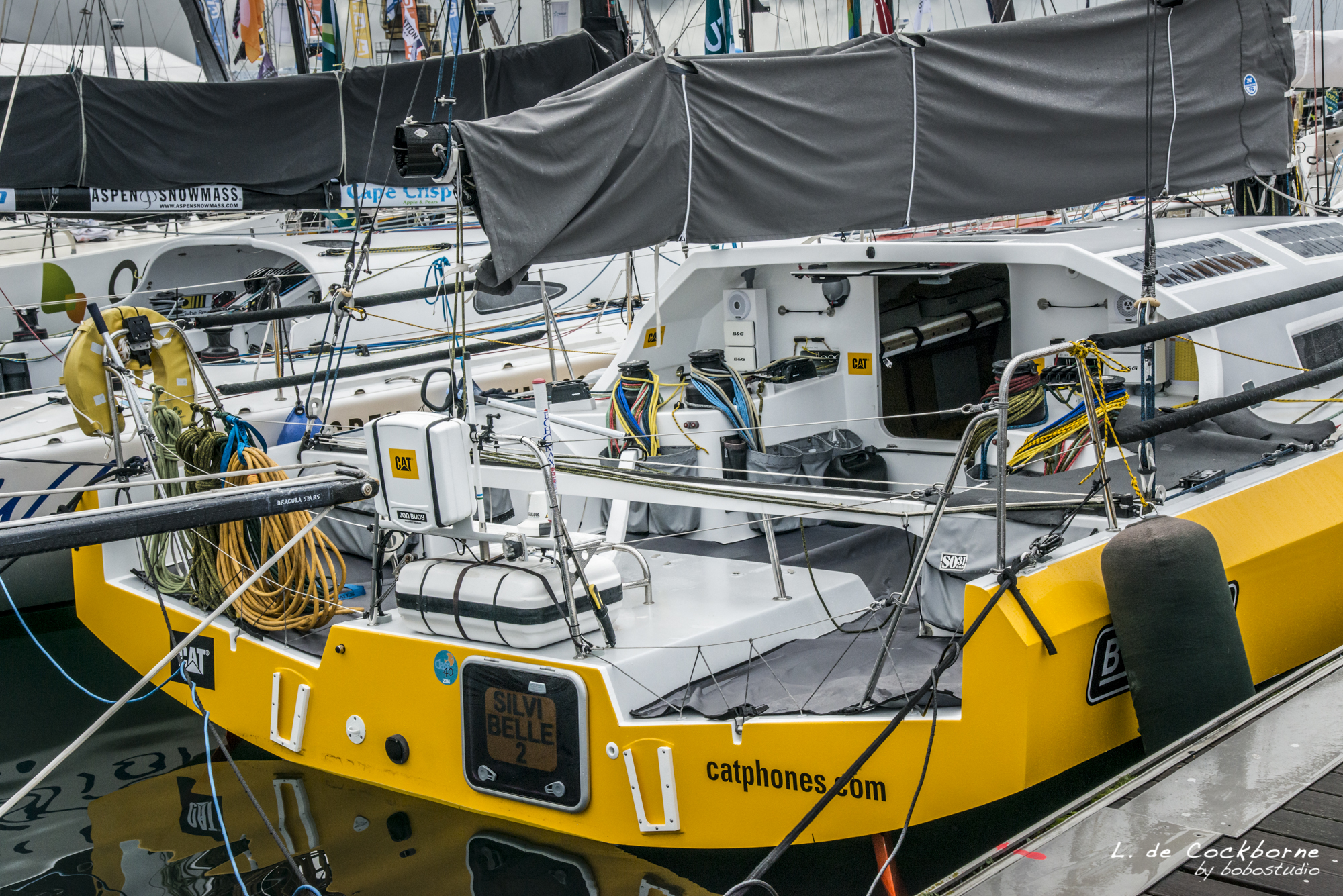
Autre organisation du cockpit
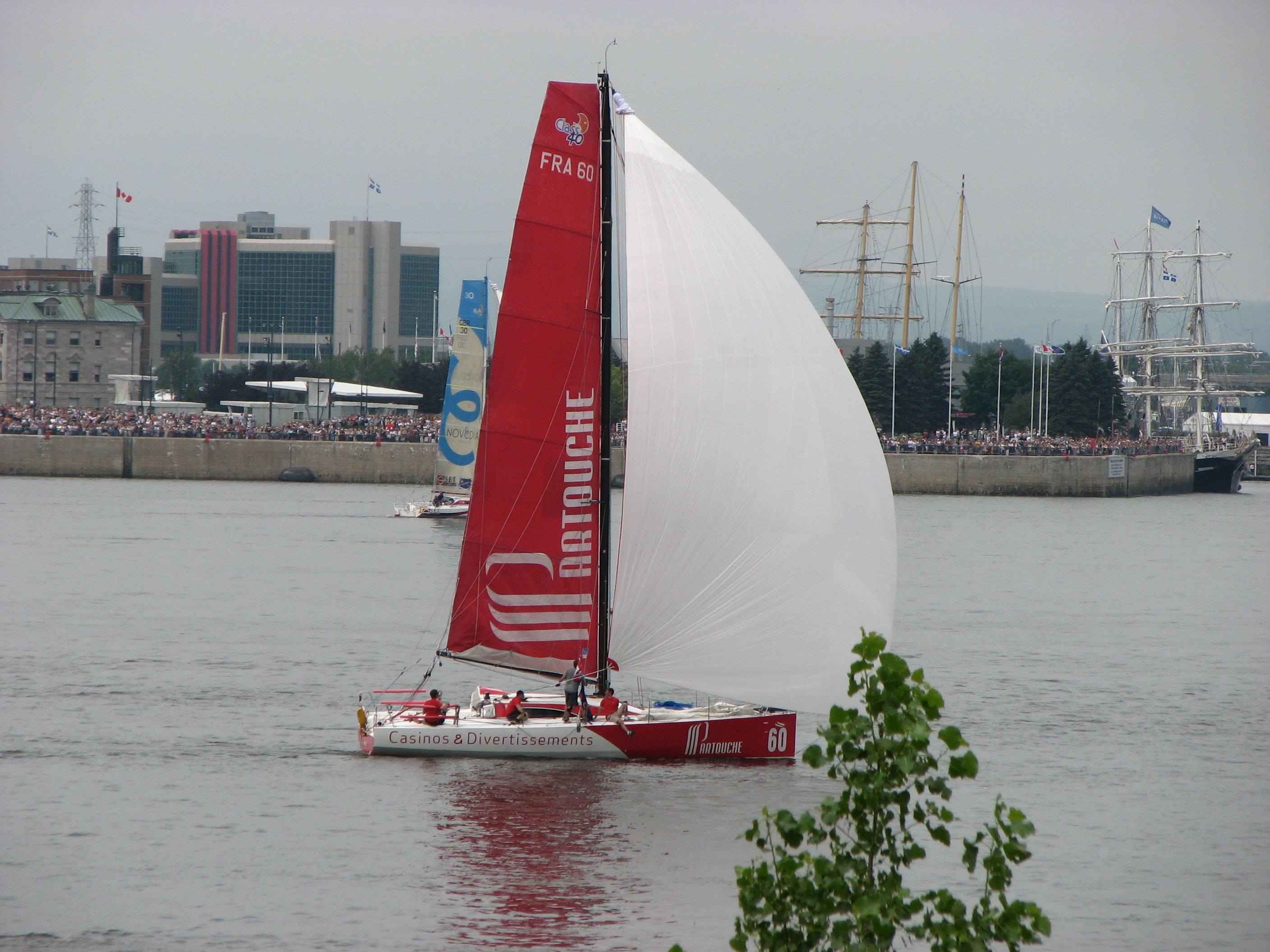
Class40 au portant